# Gdanjski zaliv
Gdanjski zaliv je jugoistočni zaliv u Baltičkom moru. Dobio je naziv po gradu Gdanjsku u Poljskoj. Maksimalna dubina zaliva je 120 metara, a salinitet 0,7%. Veće luke i priobalni gradovi su Kalinjingrad, Gdanjsk, Gdinija, Puck, Sopot, Hel, Primorsk, i Baltijsk. Veće reke koje se ulivaju u zaliv su Pregolja i Visla. Gdanjski zaliv je poznat po pomorskoj bici za Gdanjski zaliv tokom invazije Poljske (1939), što je vodilo Drugom svetskom ratu.